# Hallenbad Rheydt

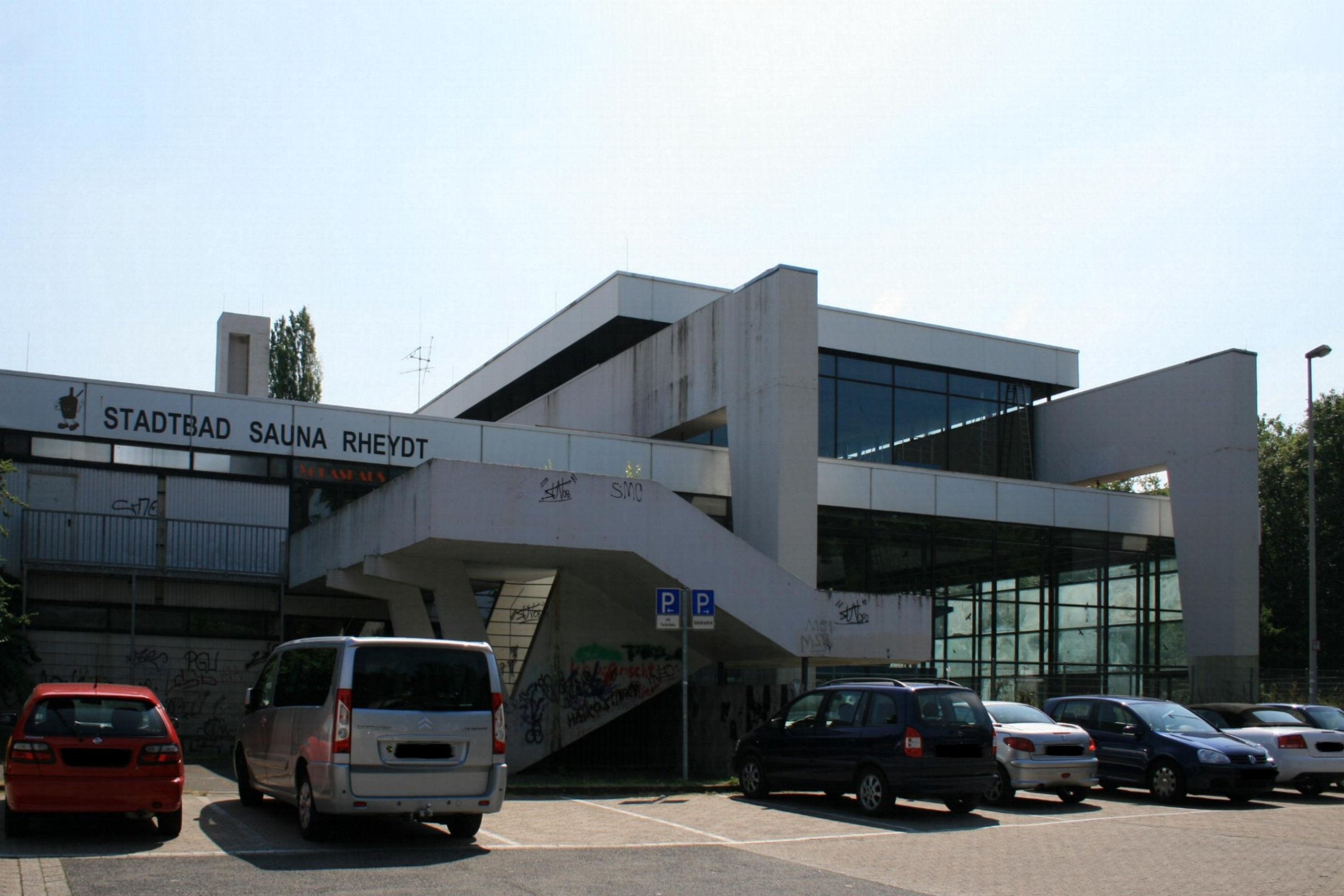
Hallenbad (Stadtbad an der Pahlkestraße/„Pahlkebad“), 2010

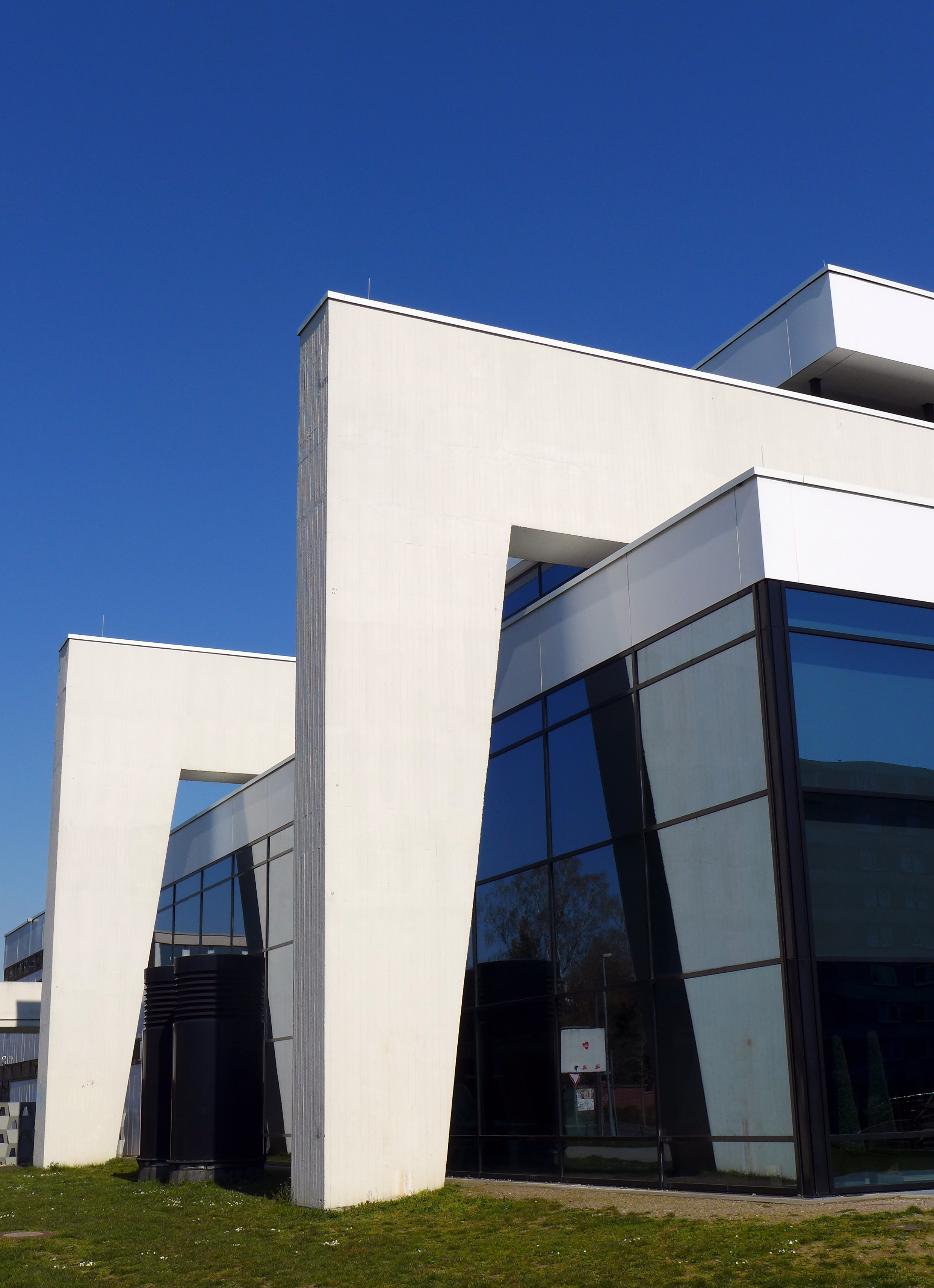
Pahlkebad, 2020

Das Hallenbad Rheydt, auch Pahlkebad genannt, befindet sich im Stadtteil Rheydt in Mönchengladbach (Nordrhein-Westfalen), Pahlkestraße 10.
Das Hallenbad wurde 1965–1969 erbaut. Es wurde unter Nr. P 019 am 7. April 2008 in die Denkmalliste der Stadt Mönchengladbach eingetragen.

## Lage
Das Rheydter Stadtbad liegt unmittelbar nördlich des Stadtkerns in Mönchengladbach-Rheydt in einem teilweise parkähnlichen Bereich an der Pahlkestraße 10 und wird umgangssprachlich als „Pahlkebad“ bezeichnet.  

## Architektur
Konstruktiv handelt es sich um ein Zweibindersystem mit zwei 58 m langen, gestalterisch wie funktional markanten Spannbetonbindern als Zweigelenkrahmen und – jeweils im Abstand von 2,5 m positionierten – angehängten Spannbetonbalken im niedrigeren und aufgelegten Spannbetonbalken im höheren Teil. Aufgelegte Spannbetonplatten (5 × 0,5 × 0,05 m) nehmen die Dacheindeckung (Dampfbremse, Wärmedämmung, Dachpappe, Perlkiesschüttung) auf. Die Zone zwischen aufgelegter und aufgehängter Dachkonstruktion ist durch ein umlaufendes Glasband voneinander getrennt, wodurch der Eindruck schwebender Flächen entsteht. 
Die beiden Hauptbinder stehen auf Betonrammpfählen. Das Hauptbecken ruht auf 64 Ortbetonpfählen. Die anschließenden Bauteile sind als konventionell errichteter Stahlbetonbau ausgeführt und z. T. verblendet bzw. verkleidet. An den Spannbetonbindern ist die zweigeteilte Schwimmhallendecke aufgehängt. Diese Konstruktion ermöglicht einerseits, den niedrigeren Baukörper – bis auf schmale Stahlrundstützen innen vor der Fensterebene – stützenfrei zu halten als auch den 10-m-Sprungturm unter der 12,8 m hohen Dachaufhöhung unterzubringen. Darüber hinaus prägt dieses eindrucksvolle Konstruktionselement das äußere wie innere Erscheinungsbild des Stadtbades und ermöglicht großzügige Ein- und Ausblicke. 
Becken und Barfußgänge sind gefliest, Stiefelgänge mit Steinzeugfliesen belegt. Das Foyer mit anschließenden Gängen und die Treppenanlage in das Obergeschoss (Tribüne, Sauna, Cafeteria) sind mit Kunststeinplatten belegt. Die Kassentheke wurde erneuert. Der direkte Zugang zur achtstufigen Tribüne ist über einen Gang im ersten Obergeschoss aus, von dem auch die Reinigungs-, medizinischen und Warmluftbäder erreicht werden können, möglich. Das große Becken ist als 6-Bahnen-Becken mit der Abmessung von 25 × 16,66 m und einer Wassertiefe von 5 m unter dem Sprungturm mit Plattformen in 3, 5, 7,5 und 10 m Höhe sowie je zwei 1-m- und 3-m-Sprungbrettern ausgelegt. 
Das Becken wird auf seiner Nordseite begleitet von einer achtstufigen Tribüne für 320 Zuschauer mit – teilweise abschaltbarer – Wärmebank. Eine zusätzliche mobile Tribüne kann auf der Gegenseite aufgestellt werden. Das kleinere Lehrschwimmbecken (Warmbadebecken) misst 16,55 × 8 m und besitzt einen Hubboden für eine variable Wassertiefe von 0,3 bis 1,8 m. Der Zugang für Schul- und abendliches Vereinsschwimmen ist über einen separaten Zugang direkt vom Parkplatz aus möglich und muss nicht durch die Eingangshalle erfolgen. 
Über eine außen vorgesetzte Treppenanlage wird ebenfalls der Erschließungsgang im Obergeschoss und die Tribünenanlage angebunden. Zusätzlich umfasst das Raumprogramm u. a. Reinigungsbäder, medizinische Bäder, Warmluftbäder und eine Sauna. Heizungs- und Filtertechnik, eine Wäscherei und Personalräume sind im Untergeschoss untergebracht. Die Wärmeversorgung erfolgt durch zwei Kessel mit 2,5 Gcal/h für das Hallenbad, ein weiterer Kessel mit 1,25 Gcal/h wird für die benachbarte Schule vorgehalten. Umwälzzeit des Wassers im Schwimmerbecken erfolgt innerhalb von drei Stunden, die des Lehrschwimmbeckens in einer Stunde. Im EG liegen Verwaltungs- und Vereinsräume. Die Maschinistenwohnung / Hausmeisterwohnung ist an einem atriumartigen Innenhof östlich des Hallenbades gelegen.
Es ist ein bedeutendes Baudenkmal der Stadt Mönchengladbach und beansprucht zu Recht den Schutz des § 2 DSchG NRW. Das Objekt ist bedeutend für die Geschichte des Menschen und für Städte und Siedlungen. Für seine Erhaltung und Nutzung liegen wissenschaftliche, architekturgeschichtliche, ortsgeschichtliche, sozialgeschichtliche und/oder städtebauliche/stadtentwicklungsgeschichtliche Gründe vor.